# Секстия Азиния Пола
Вижте пояснителната страница за други личности с името Азиния.
Секстия Азиния Пола (на латински: Sextia Asinia Polla) е римлянка от фамилията Азинии.
Омъжва се за Марк Ноний Арий Муциан (консул 201 г.) от фамилията Нонии от Верона, син на Марк Ноний Арий Муциан Манлий Карбон (суфектконсул по времето на Комод) и внук на Марк Ноний Макрин (суфектконсул през 154 г.).